# Chráněná krajinná oblast Záhorie
Chráněná krajinná oblast Záhorie je nížinná chráněná krajinná oblast na Slovensku vyhlášená v roce 1988. Nachází se v regionu Záhoří na západním Slovensku. Rozloha chráněné oblasti je 275,22 km² a je rozdělena na dvě části, západní a severovýchodní. Západní část začíná u obce Kúty na severu, pokračuje podél hranice s Rakouskem u řeky Morava a končí u města Stupava na jihu. Severovýchodní část je ohraničena vojenským obvodem Záhorie na východě a na jihu. Zasahuje na území okresů Malacky, Myjava, Senica a Skalica. Předmětem ochrany jsou v severovýchodní části biotopy vázané na písek (borové lesy, přesypy), v jižní části jsou předmětem ochrany nivní louky a lužní lesy u řeky Moravy.

## Maloplošná zvláště chráněná území
Národní přírodní rezervace
- Abrod
- Červený rybník
- Horný les
- Zelienka

Přírodní rezervace
- Šmolzie
- Bogdalický vrch
- Jasenácke
- Vanišovec

Chráněné areály
- Bahno
- Devínské jezero